# Eucera pitalomasa
Eucera pitalomasa là một loài Hymenoptera trong họ Apidae. Loài này được Dover mô tả khoa học năm 1925.